# 科菲爾德 (北卡羅萊納州)
科菲爾德（英語：Cofield）是一個位於美國北卡羅萊納州赫德福德縣的村。

## 人口
根據2020年美國人口普查的數據，科菲爾德的面積為8.13平方千米，皆為陸地。當地共有人口267人，而人口密度為每平方千米33人。